# 丹佛斯 (伊利諾伊州)
丹佛斯（英語：Danvers）是位於美國伊利諾伊州麥克萊恩縣的一個村落。

## 地理
丹佛斯的座標為40°31′44″N 89°10′37″W / 40.52889°N 89.17694°W，而該地最高點為海拔高度247米（即810英尺）。

## 人口
根據2010年美國人口普查的數據，丹佛斯的面積為2.22平方千米，當中陸地面積為2.22平方千米，而水域面積為0.00平方千米。當地共有人口1154人，而人口密度為每平方千米519人。